# Dzjanga
Dzjanga (georgiska: ჯანღა, Dzjanga; ryska: Джанги-Тау, Dzjangi-Tau eller Джангитау, Dzjangitau; kabardinska: Джангы тау, Dzjangy tau) är en bergstopp i de centrala delarna av Kaukasus. Dzjanga ligger på gränsen mellan Svanetien i Georgien och Kabardinien-Balkarien i Ryssland. Toppen ligger 5 051 meter över havet.
Dzjanga ligger på en vattendelare mellan Europa och Asien och basen är täckt av glaciärer.